# Morez
Cet article possède un paronyme, voir Muret.
Ne doit pas être confondu avec Morée (Loir-et-Cher).
Pour les articles homonymes, voir Morez (homonymie).
Morez (prononcé « Moré ») est une ancienne commune française située dans le département du Jura, en région Bourgogne-Franche-Comté. Depuis le 1er janvier 2016, à la suite de son regroupement avec les communes de La Mouille et Lézat, elle est le chef-lieu de la commune nouvelle de Hauts de Bienne dont elle prend le statut de commune déléguée.
Marquée aux XXe et XXIe siècles par l'industrie de la lunette, après avoir été, au XIXe siècle, la capitale de l'horloge comtoise, Morez est située à proximité de la frontière suisse, au pied de la station des Rousses. Elle est la deuxième ville du parc naturel régional du Haut-Jura.

## Géographie

### Localisation
Située dans une cluse, Morez est enserrée dans la vallée de la Bienne, ce qui explique son extension sur 3 kilomètres de longueur. Le site de Morez est facilement reconnaissable grâce aux montagnes qui l'enserrent et à la silhouette des viaducs du chemin de fer.
Les communes voisines sont :
- Morbier qui surplombe Morez au Nord ;
- Bellefontaine ;
- Les Rousses et Longchaumois avec notamment le lieu-dit la Doye en prolongement de la vallée de Morez vers le sud ;
- La Mouille qui fait partie, avec Morez, de la commune nouvelle des Hauts de Bienne.

### Géologie et relief

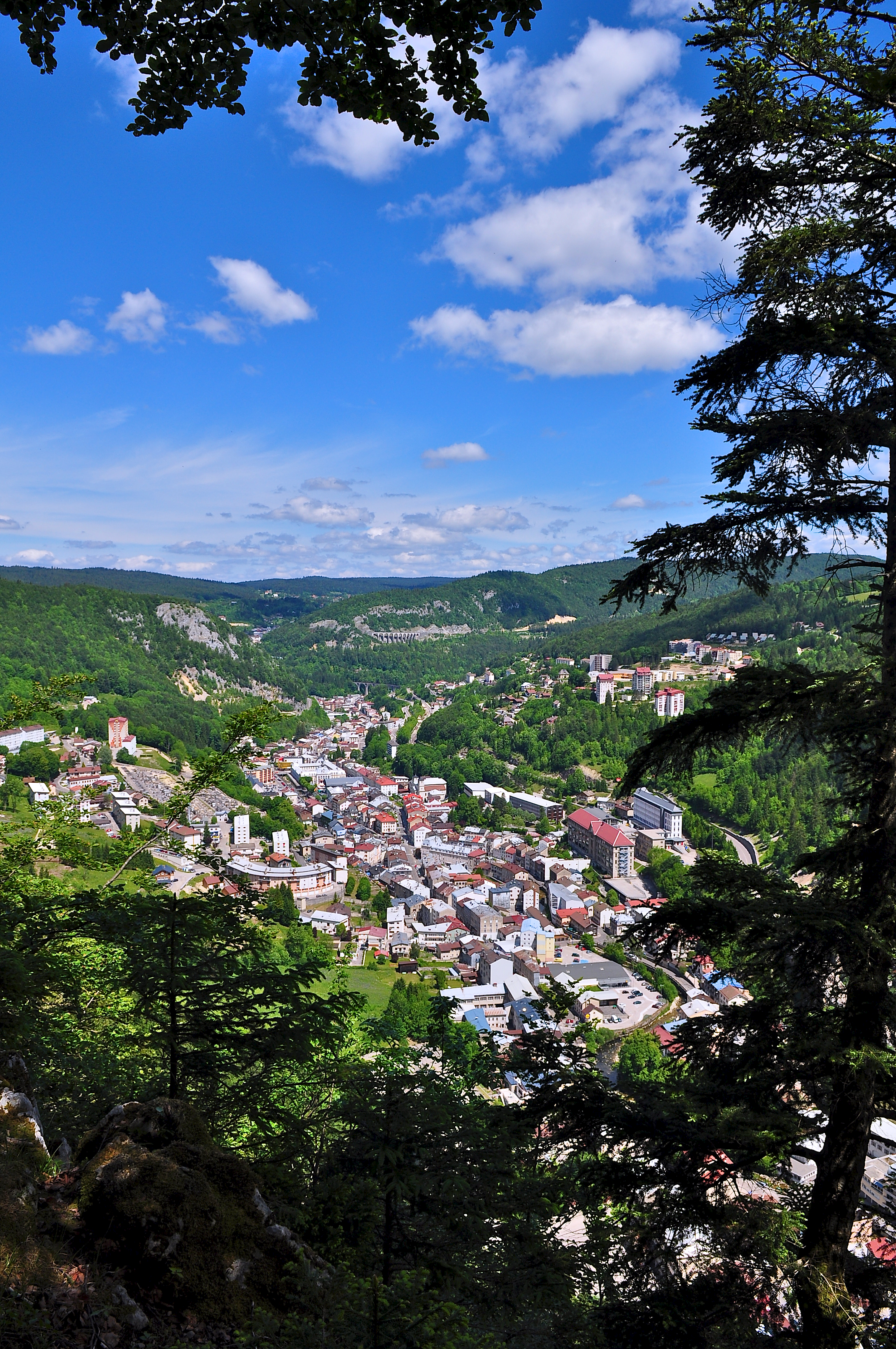
Vue générale de Morez depuis la Roche Fendue, en mai 2011.

L'altitude, qui varie de 650 m à 1 302 m sur l'ensemble de la commune, présente des différences importantes selon les quartiers de la ville :
- Bas de Morez (691 m) au niveau de la confluence entre l'Evalude et la Bienne ;
- Morez centre (720 m environ) ;
- Morez-dessus (760 m) sur le flanc ouest de la vallée ;
- Villedieu (745 m) sur le flanc est de la vallée, au-dessus de la gare SNCF ;
- Sur Le Puits (815 m) sur le flanc est de la vallée, au-dessus du centre-ville.

Le territoire de la commune comprend également une partie de la forêt du Risoux.

### Transports
Malgré sa situation géographique isolée au sein du massif du Jura, Morez bénéficie de liaisons directes vers Lyon et la Suisse. La ville se trouve ainsi sur la route nationale 5 reliant historiquement Paris à Genève. Par la route, Morez est à 35 km de Nyon, 53 km de Genève et 158 km de Lyon.
La gare de Morez permet de rejoindre en correspondance Paris-Gare-de-Lyon en quatre heures, mais aussi Saint-Claude et Lyon par Oyonnax et Bourg-en-Bresse.
La ligne de chemin de fer passant à Morez est surnommée la « ligne des hirondelles ».

## Urbanisme

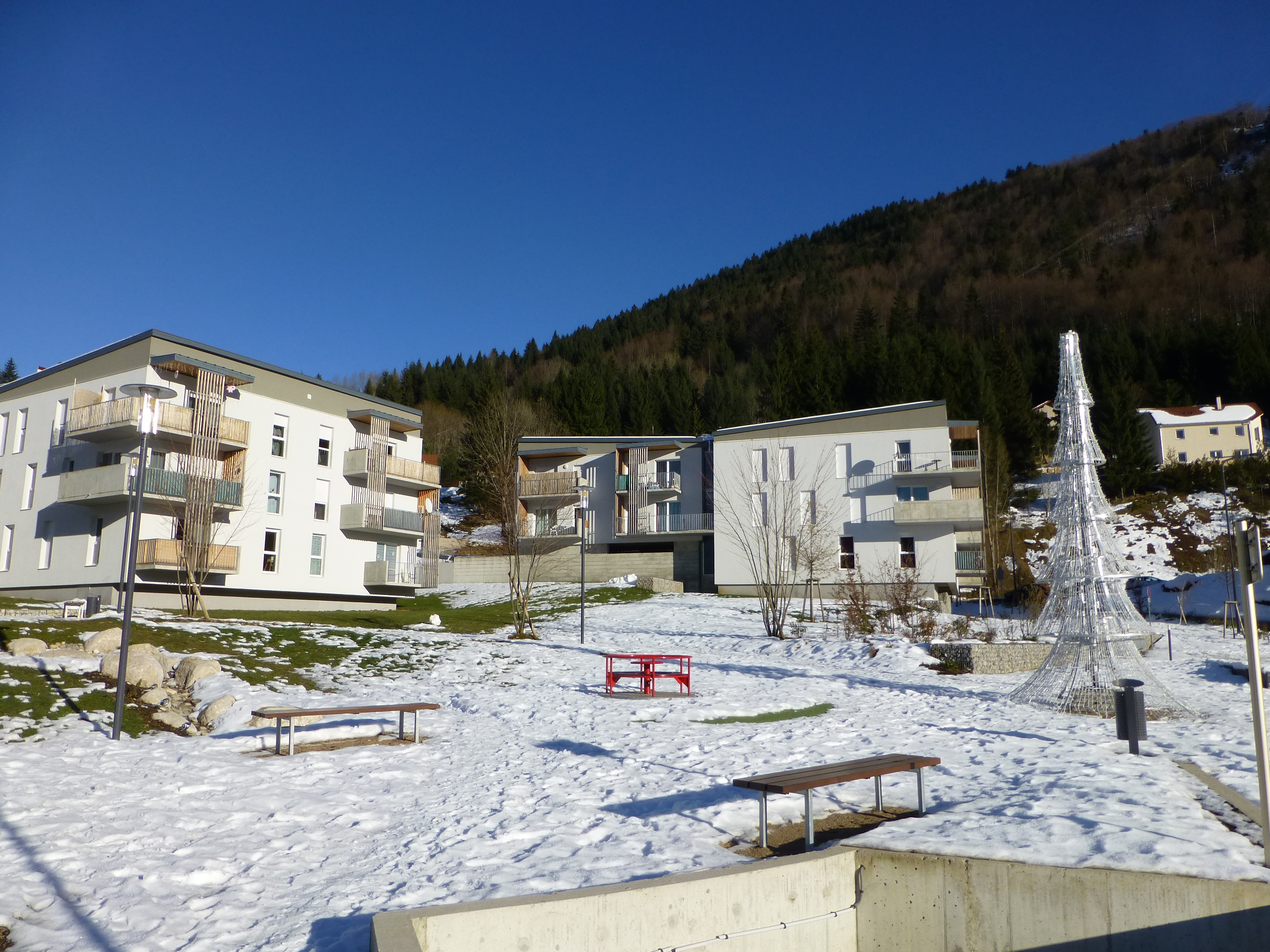
Quartier du Puits en 2013.

Le boom démographique observé pendant la première partie du XIXe siècle correspond à la période d'industrialisation (clouterie, puis horlogerie et lunetterie). La population passe en quelques dizaines d'années de 1 000 habitants à plus de 5 000.
Les ateliers et les maisons se concentrent dans le fond de la vallée.
Alors que la population stagne durant l'Entre-deux-guerres, la ville connait une seconde phase de croissance démographique de 1950 à 1980, correspondant à l'optimum de la mono-industrie lunetière. Pour loger cette nouvelle population, la commune décide la construction de deux quartiers nouveaux situés sur les flancs de la vallée : « Morez-dessus » et « Villedieu ».
Au milieu des années 1970, le manque de logements conduit à la construction d'un autre quartier, « Sur le Puits ». La population de ce quartier atteint plus de 1 400 habitants en 1991.
La baisse de population observée dans les années 1990 et 2000 s'explique par la baisse de l'activité industrielle et par un phénomène de périurbanisation.
Depuis 2009, les quartiers du Puits et de Villedieu bénéficient d'un important plan de rénovation urbaine (construction de la gendarmerie, création d'une chaufferie bois, création et réhabilitation de logements, aménagement d'un parc urbain, construction d'un foyer pour personnes handicapées). En décembre 2014, la ville de Morez a reçu le label Écoquartier pour cette opération.

## Toponymie
« La cluse, alors connue sous le nom de Combe Noire, voit s'installer deux moulins près de la Bienne ; ils sont mentionnés dans un parchemin daté de 1531. C'est vers 1565 qu'un certain Étienne Morel, sans doute à cause de l'approvisionnement aisé en bois, va installer sa forge dans ce qui n'est encore que la Combe Noire. La Combe Noire va rapidement devenir la Combe à Morel, prononcé Moré, puis passer au Morez que l'on connaît actuellement ».
Au cours de la Révolution française, la commune porta provisoirement le nom de Morez-la-Montagne.

## Histoire
Au XVIe siècle, les premiers habitants de la Combe Noire sont descendus des villages voisins pour y installer des moulins sur les bords de la Bienne.
Ces moulins sont ensuite remplacés par un chapelet de martinets de forge, de clouteries et de scieries, utilisant l'énergie hydraulique. La famille Morel serait la première à s'y installer, elle laissera son nom à la ville de Morez.
L'arrivée de la route au XVIIIe siècle favorise l'économie.
Morez devient une commune à part entière en 1776, et se développe au XVIIIe siècle et surtout au XIXe siècle du fait de son essor industriel important centré sur la métallurgie : tréfilerie, clouterie, horlogerie, émaillerie et lunetterie.
Au XXe siècle, l'industrie se spécialise dans la lunetterie.
Le 11 novembre 1912, une concession ferroviaire est accordée par la Suisse pour une ligne allant de Nyon à la frontière française. Le 6 avril 1913, Raymond Poincaré, président de la République française, signe la déclaration d'utilité publique de la ligne reliant La Cure à Morez. La partie suisse est achevée en 1917, la française en 1921. Deux compagnies exploitent la ligne: côté suisse, la Compagnie du Chemin de fer Nyon-Saint-Cergue-Morez (NStCM), côté français les Chemins de fer électriques du Jura (CFEJ), puis la Régie départementale du chemin de fer Morez-La Cure (MLC), jusqu'à ce que cette dernière ne décide en 1958 d'abandonner l'exploitation de son tronçon.
Jean-Marc Olivier, historien ayant étudié le phénomène d'industrialisation spécifique au bassin morézien, a mis au jour le concept d'industrialisation douce. Il s'arrête notamment sur la succession de trois cycles techniques entre 1750 et nos jours : ceux de la clouterie, de l'horlogerie de parquet (horloges comtoises), et de la lunetterie (1880 à nos jours).

### Clouterie
La fabrication des clous est une des premières industries locales. À l'origine, plusieurs martinets, actionnés par des roues à eau, sont situés au bord de la Bienne.

### Horlogerie

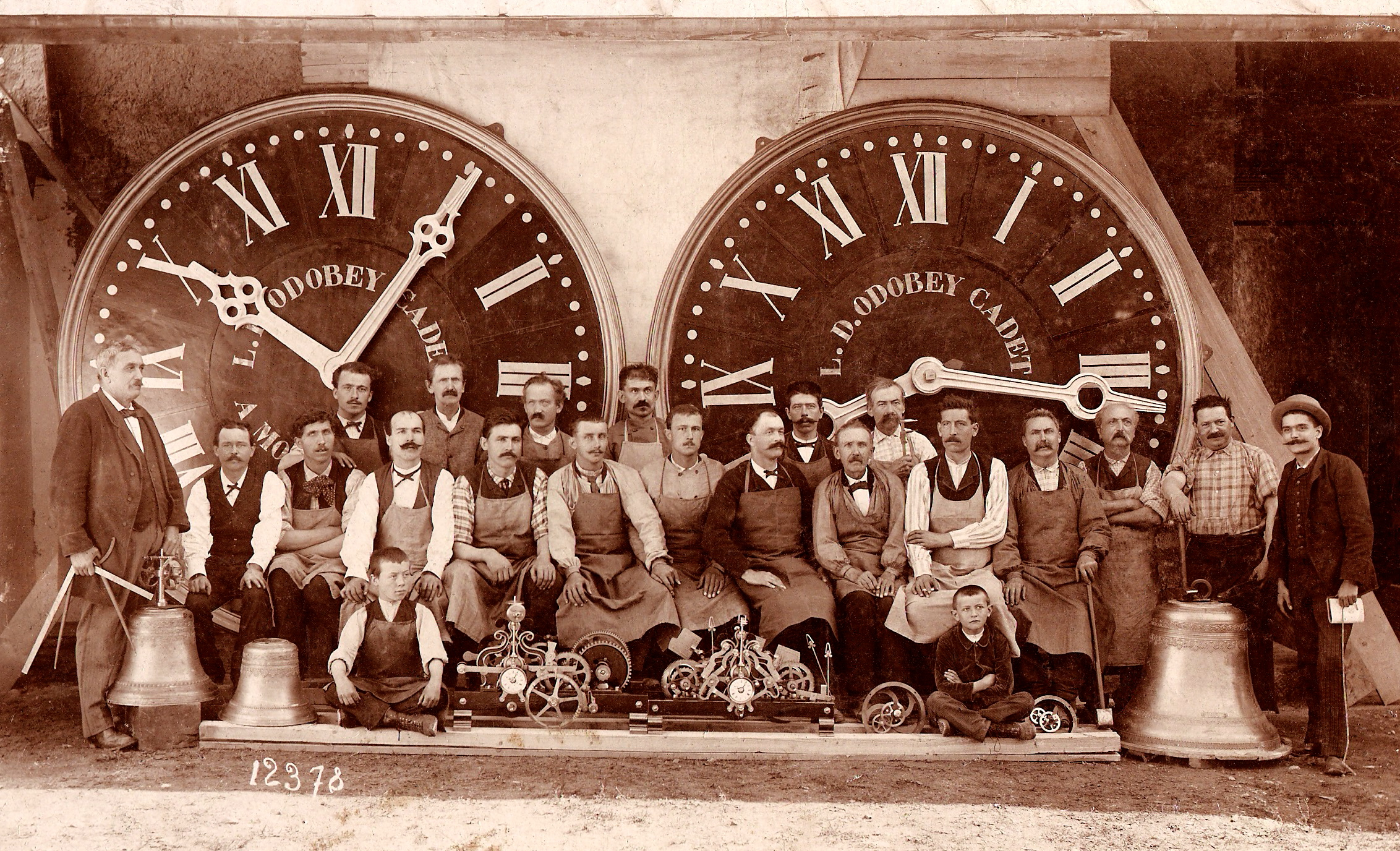
Fabrique d’horloges publiques Louis-Delphin Odobey.

À partir de la fin du XVIIe siècle, l'horlogerie se développe dans la région de Morez (les frères Mayet à Morbier).
La production d'horloges comtoises reste artisanale jusqu'au XIXe siècle, la production devient alors industrielle et dépasse 100 000 pièces par an dans les années 1850. Il est à noter qu'une partie non négligeable des personnes employées travaillent à domicile. En 1854, est créée une école d'horlogerie.
Si l'horlogerie morézienne bénéficie bien du voisinage suisse pour obtenir la technique de l'émail en 1777, elle reste techniquement indépendante.
Aux XIXe et XXe siècles, Morez et Morbier sont aussi un centre important de production d'horloges monumentales.

### Émaillerie
Le savoir-faire de l’émail s’implante à Morez au milieu du XVIIIe siècle grâce à des émailleurs venus de Suisse pour produire des cadrans d’horloges.
Les techniques de l’émail sur métal (le cuivre puis l’acier) sont utilisées pour fabriquer des plaques de rue, des cœurs de cimetière (plaques découpées en forme de cœur et portant une épitaphe), des panneaux indicateurs ou publicitaires. Plusieurs familles d’émailleurs se distinguent : les Jacquemin, les Renaud et les Girod.
Ce savoir-faire est toujours vivant à Morez grâce à la maison de l’émail.

### Lunetterie

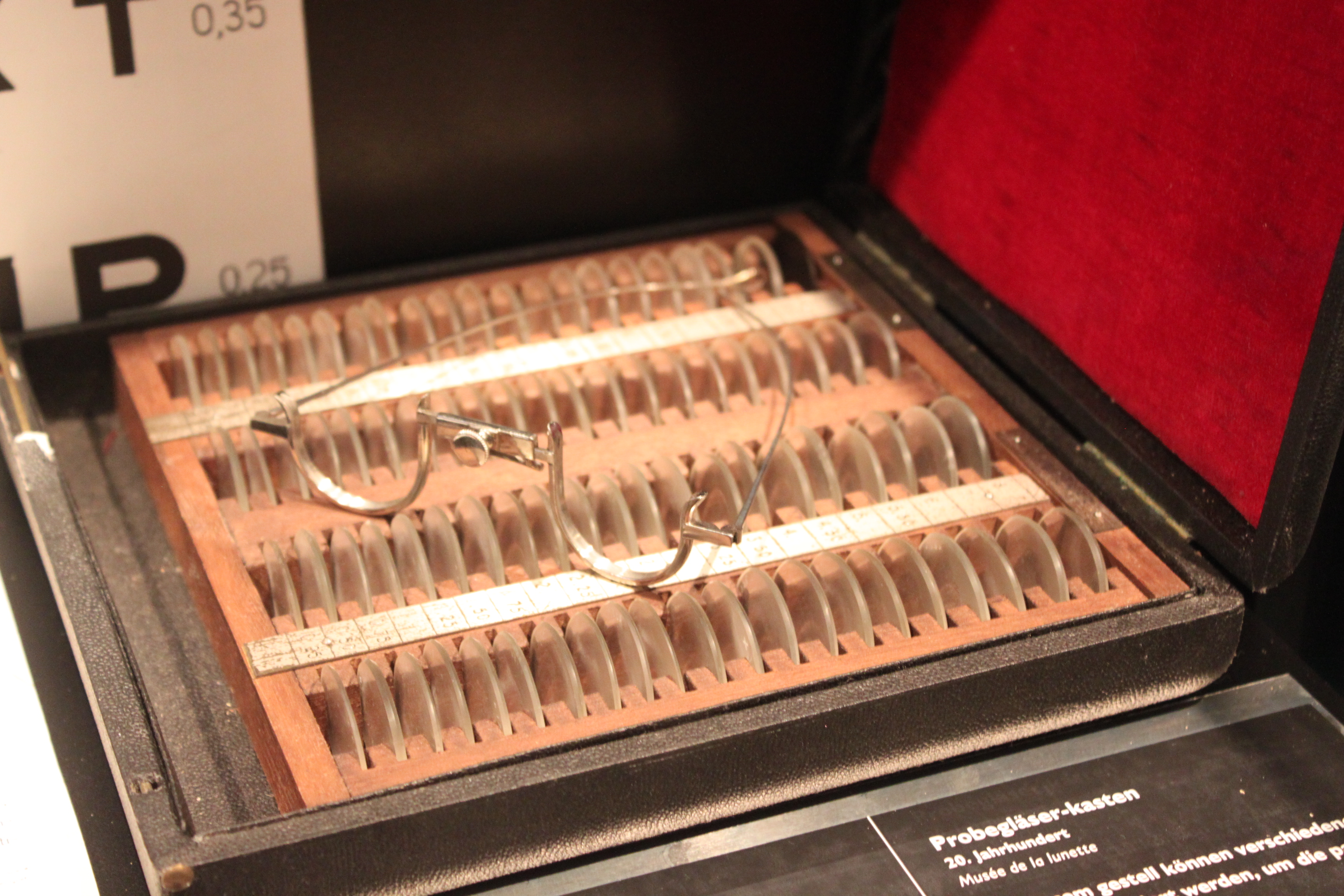
Musée de la lunette.

En 1796, un cloutier, Pierre-Hyacinthe Caseaux a une idée: il utilise du fil de métal pour fabriquer des bésicles. C'est le début de la lunetterie morézienne, qui connaît son essor au milieu du XIXe siècle. Au début du XXe siècle, l'horloger Henri Lissac, qui restera maire de Morez de 1908 à 1931, fonde l'entreprise de lunetterie qui porte son nom.
Constantin Cottet, lunettier de Morez, en 1902 fonde l'entreprise d'optique Cottet à Barcelone, qui sera l'une des principales du secteur en Espagne.

### Métier d'Art
La tradition industrielle de Morez et le savoir-faire local justifie le label «Ville et Métiers d’Art». Ce label regroupe une sélection de soixante-trois communes en France.

## Politique et administration

### Liste des maires

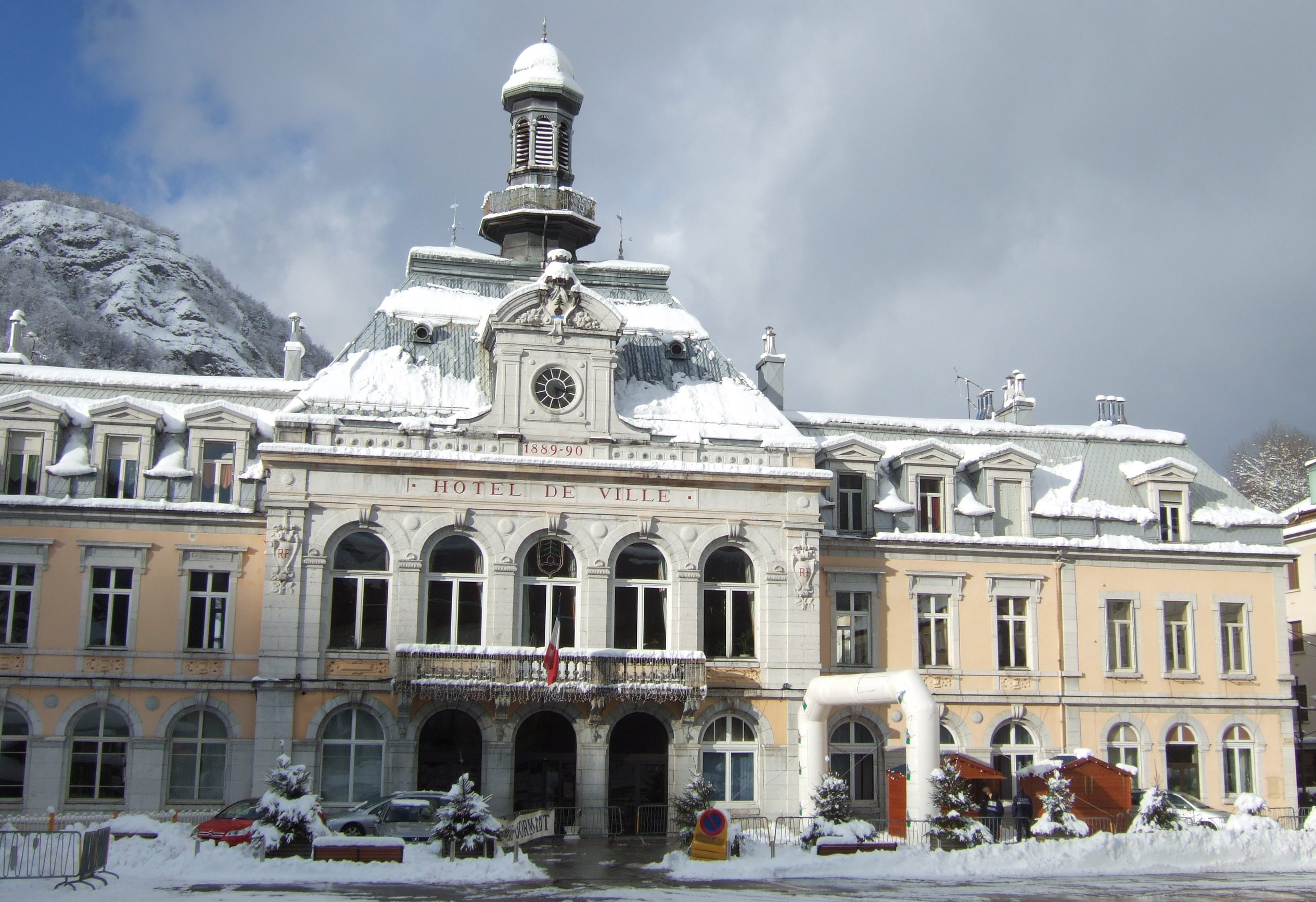
L'hôtel de ville.

| Période       | Période          | Identité                  | Étiquette | Qualité                                                              |
| ------------- | ---------------- | ------------------------- | --------- | -------------------------------------------------------------------- |
| mai 1931      | mai 1953         | Louis Paget               | SFIO      |                                                                      |
| mai 1953      | novembre 1955    | Paul Dalmais              |           |                                                                      |
| novembre 1955 | mars 1959        | Roger Passet              |           | Commerçant -Chausseur                                                |
| mars 1959     | mars 1971        | Gaston Prost-Dame         |           |                                                                      |
| mars 1971     | mars 1983        | Jean-Louis Crestin-Billet | DVD       | Fabricant de lunette (Entreprise Cébé) Suppléant du député René Feït |
| mars 1983     | mars 1989        | Roland Carminati          | RPR       | Comptable - Conseiller général (1992-1998)                           |
| mars 1989     | mars 1995        | A. Cachot et Roger Gobet  |           |                                                                      |
| mars 1995     | avril 2014       | Jean-Paul Salino          | UMP       | Chef d'entreprise dans la lunetterie Conseiller général (1998-2004)  |
| avril 2014    | 31 décembre 2015 | Laurent Petit             | UMP-LR    | Vétérinaire                                                          |

### Liste des maires de la commune déléguée
| Période      | Période  | Identité      | Étiquette | Qualité     |
| ------------ | -------- | ------------- | --------- | ----------- |
| janvier 2016 | En cours | Laurent Petit | UMP-LR    | Vétérinaire |

### Jumelages
D'abord jumelée avec Offenbourg, Morez est jumelée avec la ville allemande d'Achern.

## Population et société

### Démographie

#### Évolutions de la démographie
qu
L'évolution du nombre d'habitants est connue à travers les recensements de la population effectués dans la commune depuis 1793. À partir du 1er janvier 2009, les populations légales des communes sont publiées annuellement dans le cadre d'un recensement qui repose désormais sur une collecte d'information annuelle, concernant successivement tous les territoires communaux au cours d'une période de cinq ans. 
Pour les communes de moins de 10 000 habitants, une enquête de recensement portant sur toute la population est réalisée tous les cinq ans, les populations légales des années intermédiaires étant quant à elles estimées par interpolation ou extrapolation. Pour la commune, le premier recensement exhaustif entrant dans le cadre du nouveau dispositif a été réalisé en 2007,.
En 2013, la commune comptait 4 998 habitants, en évolution de −9,26 % par rapport à 2008 (Jura : −0,23 %, France hors Mayotte : +2,49 %).
| 1793  | 1800  | 1806  | 1821  | 1831  | 1836  | 1841  | 1846  | 1851  |
| ----- | ----- | ----- | ----- | ----- | ----- | ----- | ----- | ----- |
| 1 049 | 1 218 | 1 291 | 1 694 | 2 067 | 2 508 | 2 726 | 3 183 | 3 153 |

| 1856  | 1861  | 1866  | 1872  | 1876  | 1881  | 1886  | 1891  | 1896  |
| ----- | ----- | ----- | ----- | ----- | ----- | ----- | ----- | ----- |
| 3 851 | 4 762 | 5 458 | 5 178 | 5 419 | 5 542 | 5 443 | 5 124 | 5 333 |

| 1901  | 1906  | 1911  | 1921  | 1926  | 1931  | 1936  | 1946  | 1954  |
| ----- | ----- | ----- | ----- | ----- | ----- | ----- | ----- | ----- |
| 5 449 | 5 680 | 5 928 | 5 100 | 5 136 | 4 981 | 4 892 | 4 691 | 5 588 |

| 1962  | 1968  | 1975  | 1982  | 1990  | 1999  | 2007  | 2012  | 2013  |
| ----- | ----- | ----- | ----- | ----- | ----- | ----- | ----- | ----- |
| 5 777 | 6 408 | 6 811 | 6 739 | 6 957 | 6 144 | 5 354 | 4 982 | 4 998 |

Avec 6 144 habitants en 1999, Morez est la cinquième ville du département du Jura. En 2009, la commune ne compte plus que 5 240 habitants.

#### Immigration
La première phase de croissance correspond à la fixation à Morez de populations issues principalement des villages du Haut-Jura.
Une importante immigration italienne (piémontaise et bergamasque) s’installe à Morez et au Haut-Jura à la suite de la construction de la voie de chemin de fer et du fort des Rousses. La deuxième phase de croissance s'accompagne d'une arrivée de populations nouvelles dont une part importante immigre du Portugal, de Turquie mais aussi du Maghreb.
Un lieu de culte est aménagé par la communauté musulmane dans une ancienne ferme qui avait été précédemment été transformée en hospice.

#### Aire urbaine
L'aire urbaine de Morez (au sens de l'Insee) regroupait Morez et Morbier. La population de l'aire urbaine de Morez est de 7 336 habitants en 2011.

### Enseignement

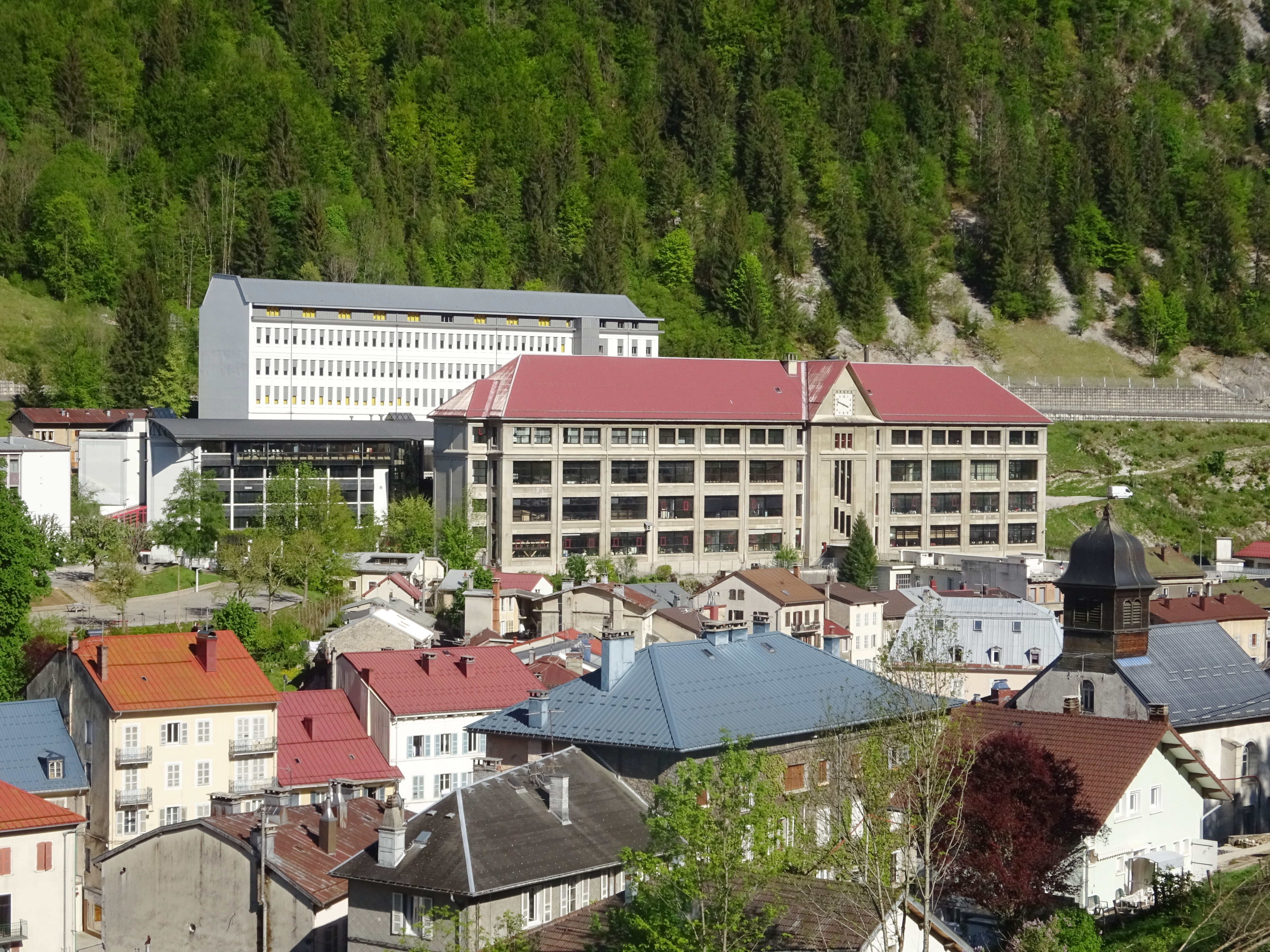
Lycée Victor Bérard

La commune compte deux collèges (collège Pierre-Hyacinthe Cazeaux et collège privé Notre-Dame) et le lycée polyvalent Victor Bérard (Microtechniques, génie optique et lunetterie).

### Sports
La ville se distingue par son club de tennis de table (Jura Morez TT) évoluant dans l'élite française en championnat de France Pro A.
Pour l'escalade, la Via ferrata de la Roche au Dade offre un parcours comprenant notamment une passerelle et un pont népalais.
La ville dispose également d’un club de football Arcade Football évoluant à un niveau régional. Cette association regroupe les clubs de Morez, Morbier et Longchaumois

## Économie
L'économie morézienne s'appuie sur plusieurs secteurs complémentaires :
- l'industrie, avec de nombreuses lunetteries (L'Amy par exemple), ou d'autres sociétés (Signaux Girod - émaillerie - par exemple) ;
- de nombreux commerces dont la zone de chalandise s'étend sur une partie du Haut-Jura ;
- les services publics avec notamment le lycée polyvalent Victor Bérard (la plus ancienne formation professionnelle d'optique de France) et l'hôpital ;
- les travailleurs frontaliers en Suisse (avec, par exemple, depuis 2008 une ligne de bus Jaeger-LeCoultre entre Morez et Le Sentier) ;
- le tourisme (situation au cœur du Parc naturel régional du Haut-Jura, musée de la lunette, Via ferrata de la Roche au Dade[32], Trans'Organisation).

La ville accueille une antenne de la Chambre de commerce et d'industrie du Jura.

## Culture locale et patrimoine

### Lieux et monuments
Morez est le siège du musée de la lunette et de la maison de l'émail.
Le site ferroviaire de Morez-Morbier est remarquable grâce à sa succession de viaducs audacieux et de tunnels.
Parmi ces ouvrages d'art, le grand viaduc de Morez inscrit à l'inventaire des monuments historiques.
Deux autres édifices sont inscrits à l’inventaire des monuments historiques :
- l'ensemble des façades et toitures du groupe scolaire - hôtel de ville - justice de paix, ainsi que les vestibules, le grand escalier et la salle du conseil municipal de l'hôtel de ville de Morez[34] ;
- l'église paroissiale Notre-Dame-de-l'Assomption, inscrite en totalité[35] qui contient l'orgue Daublaine Callinet classé au titre objet[36],[37].

Par ailleurs, de nombreux édifices de Morez sont listés dans l'Inventaire général du patrimoine culturel.

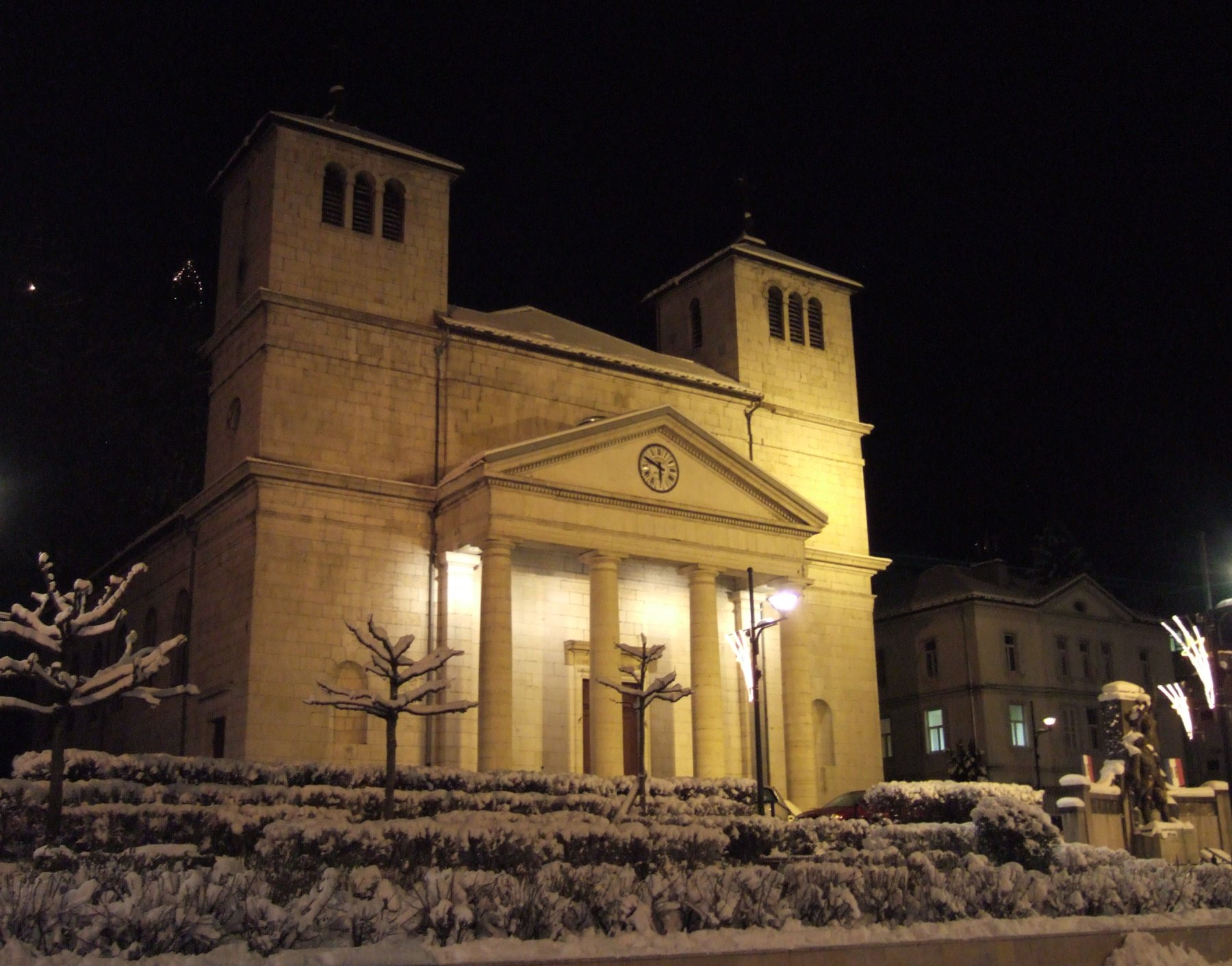
Église de Morez.
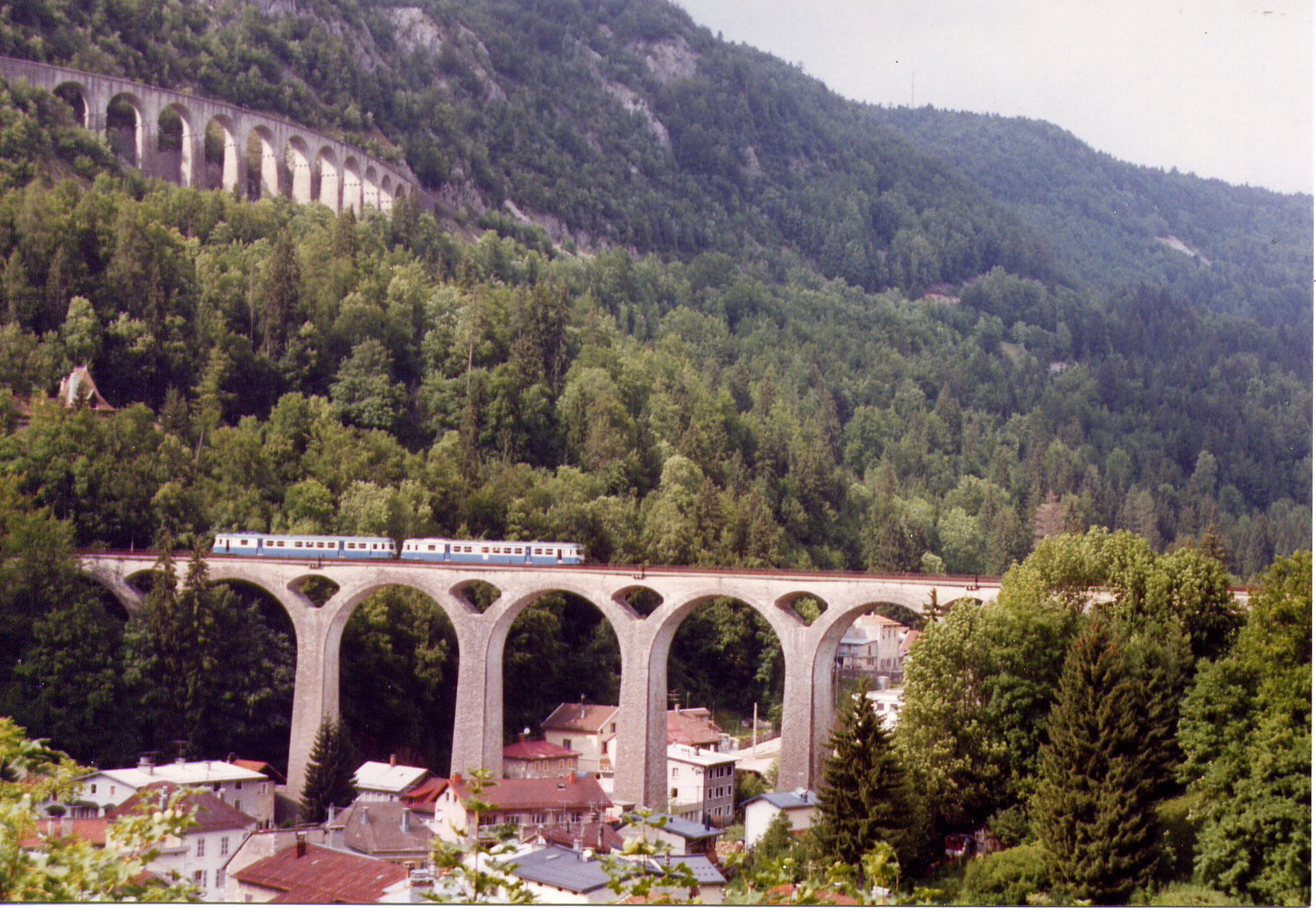
Viaducs.
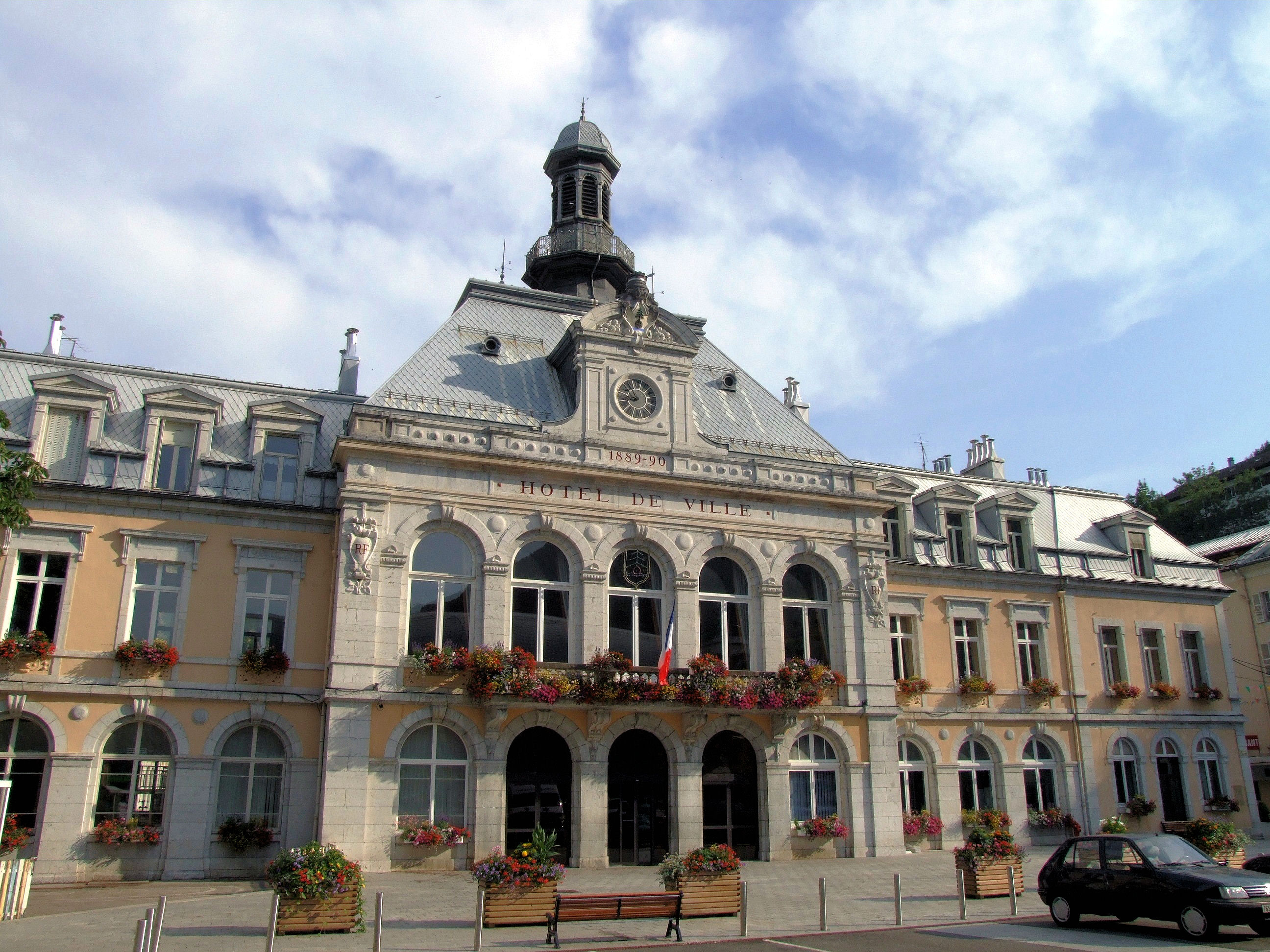
Hôtel de ville, datant de 1890.
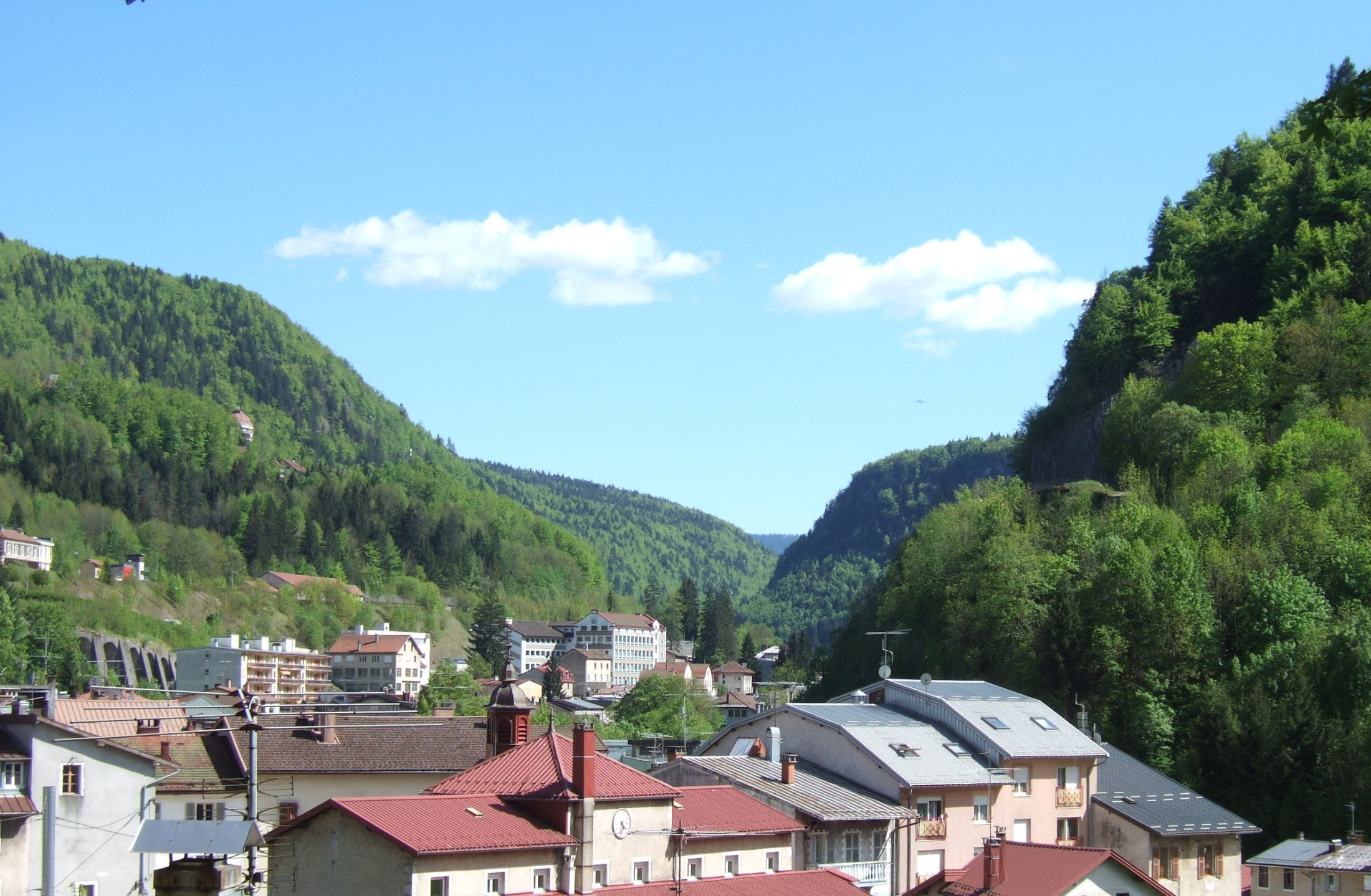
La cluse de Morez.
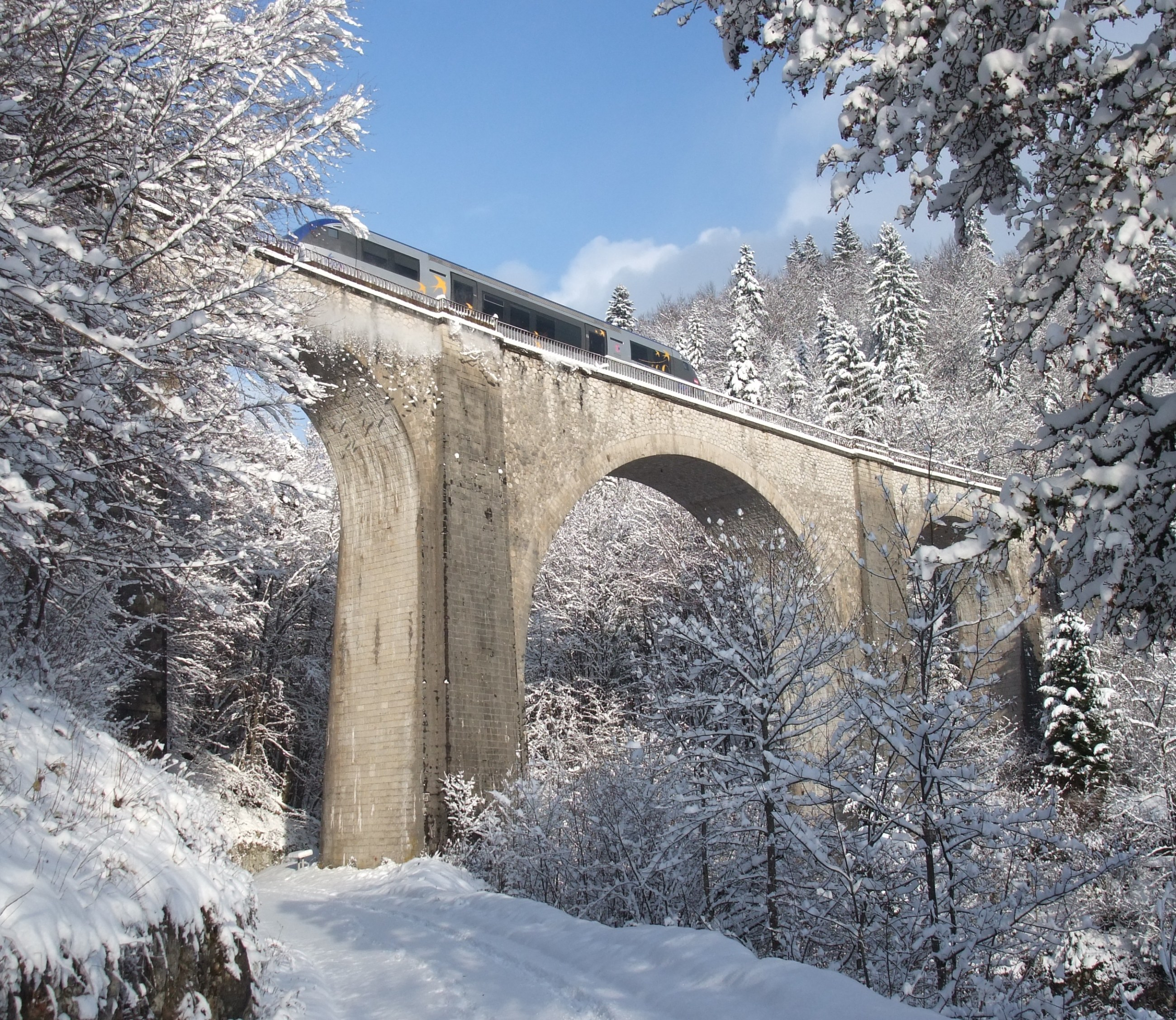
Le viaduc du Saillard.
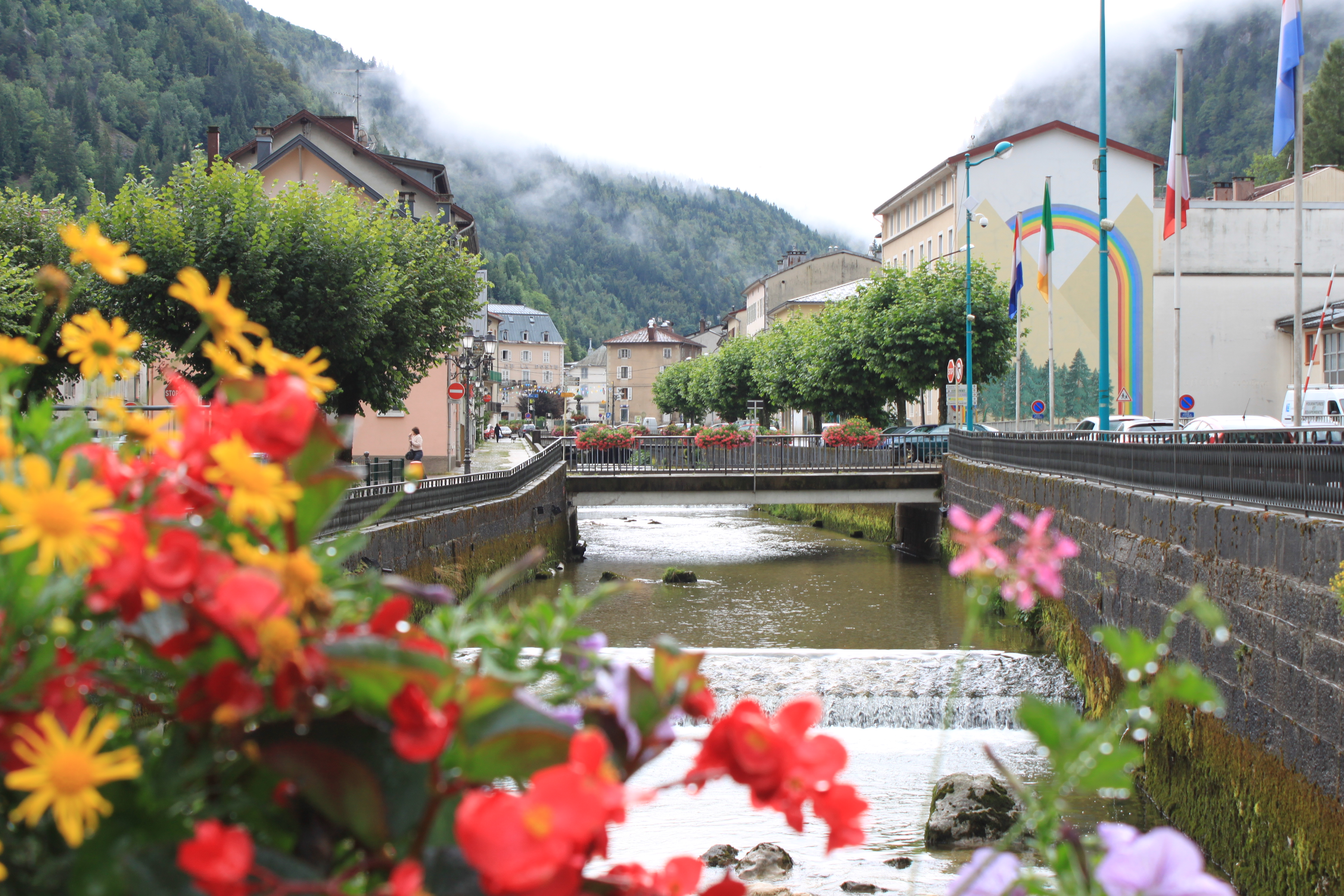
La Bienne à Morez.
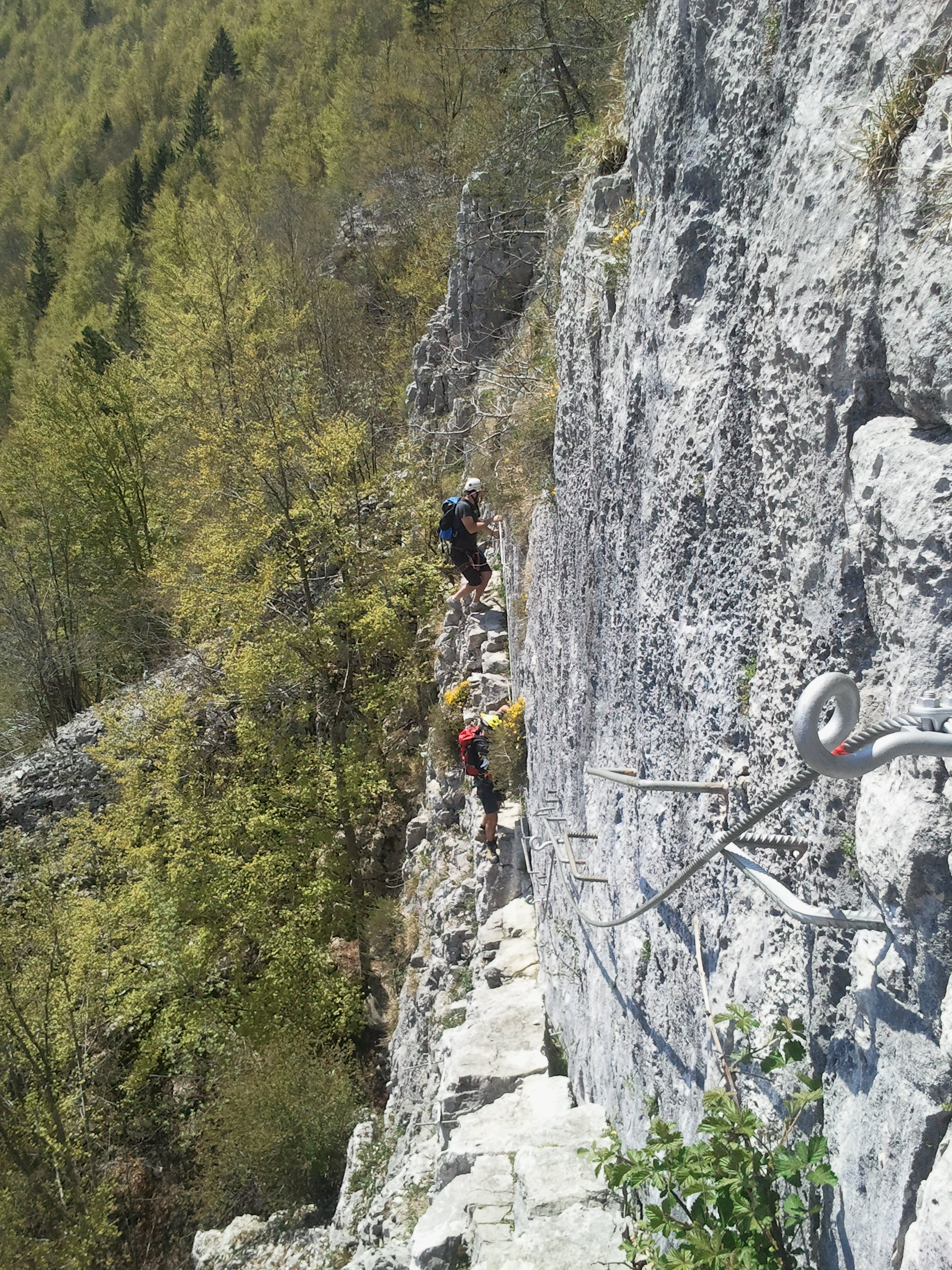
Via ferrata de Morez.
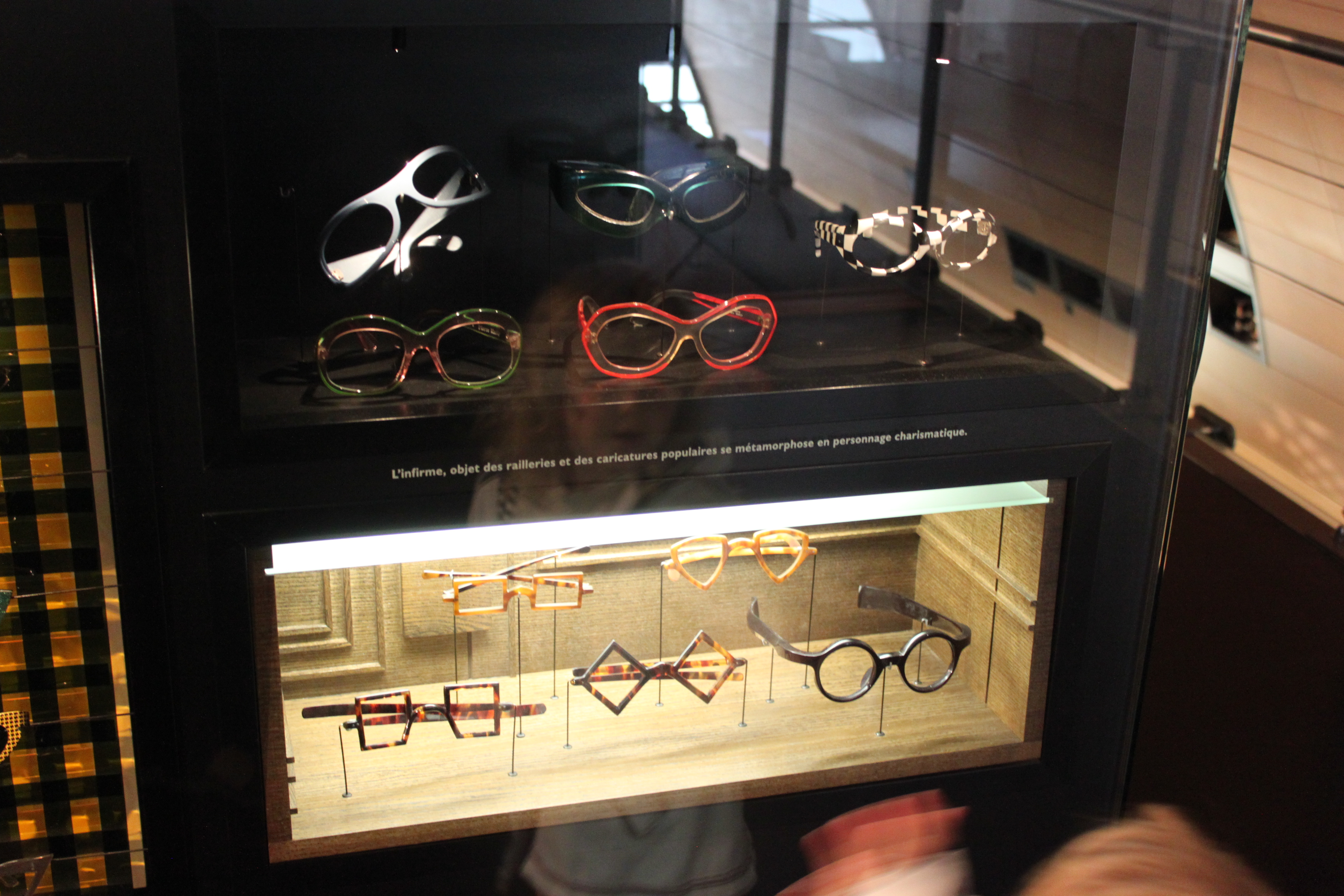
Musée de la lunette.
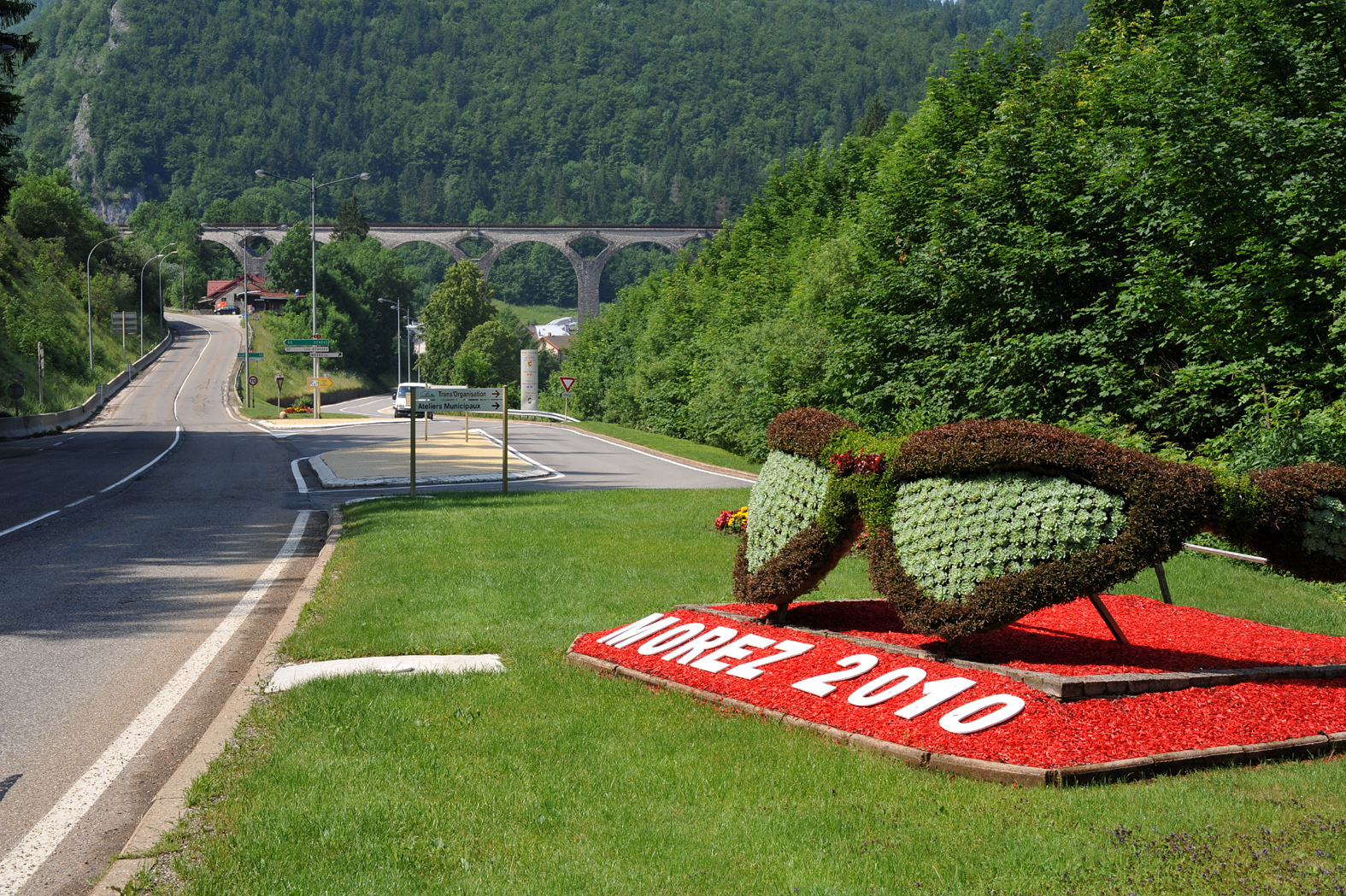
Lunettes fleuries.
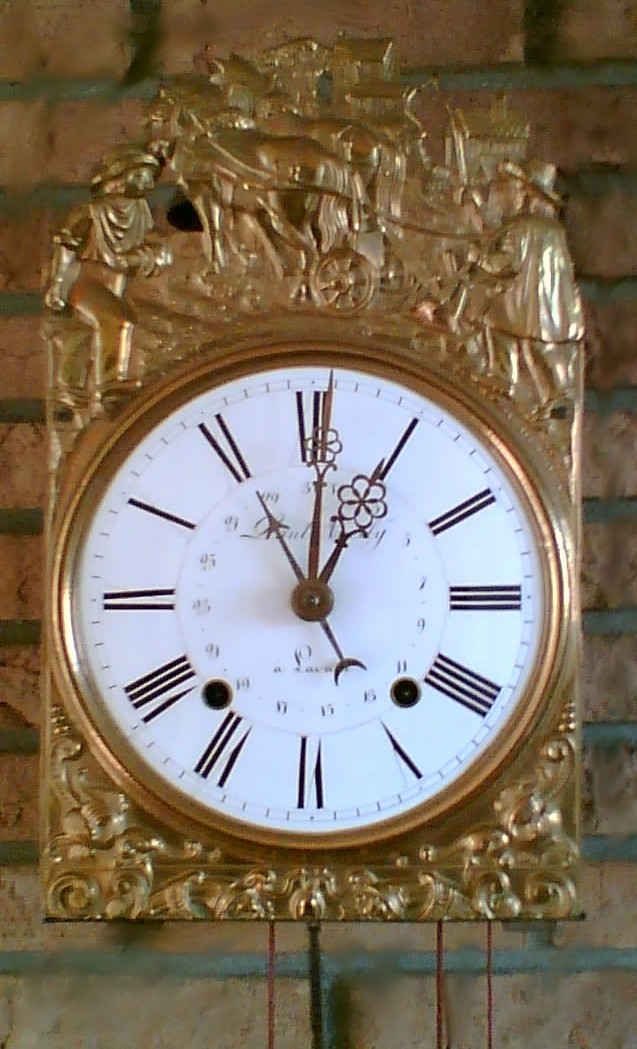
Horloge comtoise.

### Morez et le cinéma et la télévision
- L'épisode 16 de la série The Event passe par Morez
- Le film La neige était sale a été en partie tournée à Morez avec Daniel Gélin.

### Personnalités liées à la commune

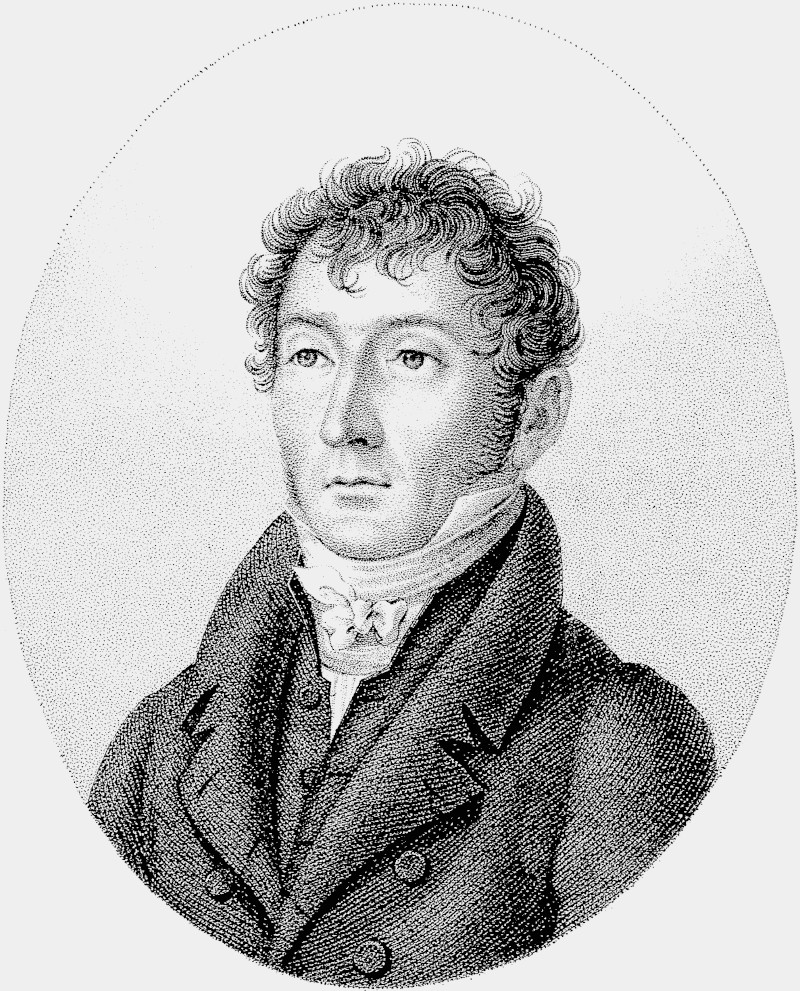
Emmanuel Jobez.

- Pierre-Hyacinthe Caseaux, grâce à qui Morez devint la capitale de la lunetterie.
- Jean-Emmanuel Jobez : né en 1775 à Morez, maître de forges, maire de Morez et député du Jura.
- Hippolyte Dussard (1798-1876), économiste, journaliste et investisseur commanditaire, préfet de la Seine-Inférieure.
- Alphonse Jobez : né en 1813 à Morez, député.
- Honoré Reverchon : né en 1821 à Morez, industriel et homme politique.
- Victor Bérard : né en 1864 à Morez. Helléniste, diplomate, sénateur du Jura.
- Léon Bérard : né en 1870 à Morez (frère de Victor Bérard), chirurgien à Lyon. Pionnier de la chirurgie thoracique et anti-cancéreuse.
- Henri Lissac : né en 1869 à Morez, fabricant de lunettes et homme politique.
- Jean-Baptiste Lemire : chef d'orchestre et compositeur de la valse La Morézienne.
- Lucien Terraillon : rachète l’entreprise morézienne Paul Odobey en 1908.
- Paul Séjourné : ingénieur qui a conçu et réalisé le Grand viaduc de Morez en 1912.
- Jean Ricardon : né en 1924 à Morez et mort le 2 avril 2018 à Besançon, commerçant et artiste peintre.
- Fred Moore : militaire, ancien étudiant de l'École nationale d'optique de Morez.
- Alain Buffard : né en 1960 à Morez, danseur et chorégraphe.
- Jean-Marc Olivier : historien français qui a étudié l'« industrialisation douce » dans la région de Morez.
- Patrice Bailly-Salins : né en 1964 à Morez, ancien biathlète français.
- Ferréol Cannard : né en 1978 à Morez, biathlète français.
- Constantin Cottet: lunettier, en 1902 fonde l'entreprise d'optique Cottet à Barcelone, qui sera l'une des principales du secteur en Espagne

## Nom des voies
Le tableau suivant présente des statistiques sur le nom des voies de la ville de Morez.
| 92 odonymes recensés à Morez au 24 novembre 2013 | 92 odonymes recensés à Morez au 24 novembre 2013 | 92 odonymes recensés à Morez au 24 novembre 2013 | 92 odonymes recensés à Morez au 24 novembre 2013 | 92 odonymes recensés à Morez au 24 novembre 2013 | 92 odonymes recensés à Morez au 24 novembre 2013 | 92 odonymes recensés à Morez au 24 novembre 2013 | 92 odonymes recensés à Morez au 24 novembre 2013 | 92 odonymes recensés à Morez au 24 novembre 2013 | 92 odonymes recensés à Morez au 24 novembre 2013 | 92 odonymes recensés à Morez au 24 novembre 2013 | 92 odonymes recensés à Morez au 24 novembre 2013 | 92 odonymes recensés à Morez au 24 novembre 2013 | 92 odonymes recensés à Morez au 24 novembre 2013 | 92 odonymes recensés à Morez au 24 novembre 2013 | 92 odonymes recensés à Morez au 24 novembre 2013 |
| Allée                                            | Avenue                                           | Bld                                              | Chemin                                           | Cité                                             | Impasse                                          | Montée                                           | Sentier                                          | Place                                            | Quai                                             | Rd-point                                         | Route                                            | Rue                                              | Square                                           | Autres                                           | Total                                            |
| ------------------------------------------------ | ------------------------------------------------ | ------------------------------------------------ | ------------------------------------------------ | ------------------------------------------------ | ------------------------------------------------ | ------------------------------------------------ | ------------------------------------------------ | ------------------------------------------------ | ------------------------------------------------ | ------------------------------------------------ | ------------------------------------------------ | ------------------------------------------------ | ------------------------------------------------ | ------------------------------------------------ | ------------------------------------------------ |
| 1                                                | 5                                                | 0                                                | 13                                               | 1                                                | 2                                                | 0                                                | 2                                                | 4                                                | 3                                                | 0                                                | 3                                                | 44                                               | 1                                                | 13                                               | 92                                               |
| Notes « N »                                      | Notes « N »                                      | Notes « N »                                      | 1. 2. 3.                                         | 1. 2. 3.                                         | 1. 2. 3.                                         | 1. 2. 3.                                         | 1. 2. 3.                                         | 1. 2. 3.                                         | 1. 2. 3.                                         | 1. 2. 3.                                         | 1. 2. 3.                                         | 1. 2. 3.                                         | 1. 2. 3.                                         | 1. 2. 3.                                         | 1. 2. 3.                                         |
| Sources : rue-ville.info & FNACA-GAJE du Jura    |                                                  |                                                  |                                                  |                                                  |                                                  |                                                  |                                                  |                                                  |                                                  |                                                  |                                                  |                                                  |                                                  |                                                  |                                                  |